# Volrad von der Lancken (ingenjör)
Volrad Gottlieb von der Lancken, född 30 augusti 1838 i Malmö, död natten till den 1 januari 1902 i Schlachtensee vid Berlin, var en svensk väg- och vattenbyggnadsingenjör.
Efter studentexamen 1855 utexaminerades von der Lancken från Högre artilleriläroverket på Marieberg 1860. Han blev löjtnant i Väg- och vattenbyggnadskåren 1862 och var kapten där 1873–1887. Han blev elev vid statens järnvägsbyggnader 1860, nivellör 1861, stationsingenjör 1863 och var byråingenjör 1867–1871. Han övergick därefter till statens järnvägstrafik, där han var bokhållare 1871, byråassistent 1872–1873, vid överdirektörsexpeditionen 1873, var överdirektörsassistent vid banavdelningen 1874–1887 och därunder förordnad att sköta överdirektörsbefattningen under fem månader 1876. Han utförde undersökning och utlåtande om reglering av Klarälven vid Forshaga 1871 och författade åtskilliga skrifter om järnvägstrafik.